# 井上光利
井上 光利（いのうえ みつとし）は、戦国時代の武将。毛利氏の家臣。父は安芸井上氏当主・井上元兼。兄に井上就兼と井上就澄。

## 生涯
安芸井上氏当主・井上元兼の三男として生まれ、毛利元就に仕えた。
天文13年（1544年）7月、尼子晴久は尼子国久とその子である誠久、敬久を総大将として備後国に侵攻し三吉広高を攻めたため、元就は福原貞俊と児玉就忠を大将とし、井上光利、粟屋元堅、粟屋元良、福原元勝、長屋吉親ら1000余を援軍として派遣。備後国の国人である上山広信もこれに加わった。しかし、同年7月28日、備後国双三郡布野において牛尾幸清や平野又右衛門らが率いる尼子軍と合戦するも大敗を喫する（布野崩れ）。この敗戦で福原貞俊と児玉就忠は重傷を負い、粟屋元堅、粟屋元良、福原元勝、長屋吉親、荘俊正、上山広信らは戦死。そして光利もこの戦いで壮烈な戦死を遂げた。
子の利宅が幼少ながら、光利の後を継いだ。